# Síndrome gripal
Síndrome gripal (SG) é um termo usado em medicina para descrever um conjunto de sintomas semelhantes aos da gripe, mas sem que tenha ainda havido um diagnóstico laboratorial que confirme a causa exata. A Organização Mundial de Saúde define uma doença como síndrome gripal quando a pessoa apresenta febre igual ou superior a 38 ºC e tosse com início nos últimos 10 dias. Quando o paciente requer hospitalização, a doença é classificada como infeção respiratória aguda grave (SARI: severe acute respiratory infection).
Tecnicamente, qualquer diagnóstico clínico de gripe que não tenha sido confirmado por exames laboratoriais é um diagnóstico de síndrome gripal, e não de gripe. Como a maior parte dos casos de síndrome gripal são ligeiros, geralmente não é necessário determinar a causa exata em laboratório. Excepto durante os períodos de gripe sazonal, a maior parte dos casos de síndrome gripal são causados por outros vírus que não o da gripe.

## Definição
Embora o termo "síndrome gripal" possa ser usado de forma informal, quando é usado no contexto de vigilância da gripe tem definições rigorosas. A Organização Mundial de Saúde define uma doença como síndrome gripal quando a pessoa apresenta febre igual ou superior a 38 ºC e tosse com início nos últimos 10 dias. Quando o paciente requer hospitalização, a doença é classificada como "infeção respiratória aguda grave" (SARI: severe acute respiratory infection). No entanto, a definição e os critérios de diagnóstico de síndrome gripal e de infeção respiratória aguda podem ser diferentes de país para país.
No Brasil, o Ministério da Saúde considera síndrome gripal os casos com febre de início súbito, acompanhada de tosse ou dor de garganta e acompanhada de um dos seguintes sintomas: cefaleia, mialgia ou artralgia. Ainda no Brasil, as infeções respiratórias agudas denominam-se síndrome respiratória aguda grave (SRAG), que se define como os casos de síndrome gripal que apresentem também dispneia ou saturação de SpO2 inferior a 95%, sinais de desconforto respiratório ou aumento da frequência respiratória, hipotensão, agravamento das condições da doença de base ou insuficiência respiratória aguda durante o período sazonal.
Nos Estados Unidos, o CDC considera síndrome gripal casos com febre igual ou superior a 37,8ºC, tosse e/ou garganta inflamada.